# Cork Factory Hotel
The Cork Factory Hotel, en Lancaster, Pensilvania, EE. UU., es un hotel que abrió sus puertas en 2010 en una fábrica de corcho remodelada que data de 1865. La planta fue conocida como Lancaster Cork Works y Lancaster Closure Plant.

## Historia
funcionó como una fábrica de corcho que data de 1865 y fue adquirida a finales del siglo XIX por Armstrong Cork Co., más tarde rebautizada como Armstrong World Industries. En 1929, Armstrong consolidó sus operaciones de corcho en el sitio, convirtiendo a Lancaster en "la 'capital del corcho' del mundo". En ese momento, "Cork Works" en New Holland Avenue fabricaba una amplia gama de productos de corcho, incluidas suelas y tacones para zapatos y tapas de metal forradas de corcho para botellas de refrescos. El negocio de fabricación de linóleo de la compañía se desarrolló utilizando subproductos de la fabricación de corcho. La planta se usó más tarde para la fabricación de tapas y envases de plástico y se conoció como la Planta de Tapas de Lancaster.
En 1969, Armstrong vendió su negocio de embalaje, incluida la planta de cierre de Lancaster, a Kerr Glass Manufacturing Corp. Kerr fabricó botellas de plástico en la planta, pero dejó de operar allí en 2000.

## Reurbanización
En 2004, Barry Baldwin adquirió la propiedad por $ 1,2 millones con planes para remodelarlo en un "Urban Place", un complejo de uso mixto de tiendas, restaurantes, oficinas, apartamentos y un hotel. El hotel abrió sus puertas en 2010.
El hotel es miembro de los Hoteles Históricos de América.